# Coupe d'Algérie de basket-ball 2006-2007
Navigation
Coupe d'Algérie 2005-2006 Coupe d'Algérie 2007-2008
La Coupe d'Algérie 2006-2007 est la 36e édition de la Coupe d'Algérie de basket-ball, compétition à élimination directe mettant aux prises des clubs de basket-ball amateurs et professionnels affiliés à la fédération algérienne de basket-ball.
Le tenant du titre est l'NB Staoueli, vainqueur durant la saison précédente face au WA Boufarik.

## Résultats

### Huitièmes de finale
| Date             | Heure | Équipe à domicile  | Équipe à l'extérieur | Score | Lieu                         |
| ---------------- | ----- | ------------------ | -------------------- | ----- | ---------------------------- |
| 1er février 2007 | 15h30 | CRM Birkhadem      | NA Hussein Dey       | -     | Hydra                        |
| 1er février 2007 | 17h00 | CRB Dar Beida      | WB Aïn-Bénian        | -     | Hydra                        |
| 1er février 2007 | 14h30 | MC Alger           | WA Boufarik          | 79-83 | Salle Harcha Hassan          |
| 1er février 2007 | 17h00 | USMM Hadjout       | RAMA                 | -     | salle omnisports de Staouéli |
| 1er février 2007 | 15h30 | Olympique Batna    | IR Djisr Kasentina   | -     | M'Sila                       |
| 1er février 2007 | 17h00 | NO Reghaia         | MT Sétif             | -     | M'Sila                       |
| 1er février 2007 | 18h30 | ASPTT Alger        | AU Annaba            | -     | M'Sila                       |
| 1er février 2007 |       | Exempt NB Staoueli | -                    | -     |                              |

### Quarts de finale
| Date         | Équipe à domicile | Équipe à l'extérieur | Score |
| ------------ | ----------------- | -------------------- | ----- |
| 16 mars 2007 | ASPTT Alger       | USMM Hadjout         | 57-64 |
| 16 mars 2007 | NB Staoueli       | Olympique Batna      | 82-66 |
| 16 mars 2007 | WA Boufarik       | MT Sétif             | 99-88 |
| 16 mars 2007 | CRB Dar Beida     | CRM Birkhadem        | 76-70 |

### Demi-finales
| Date         | Équipe à domicile | Équipe à l'extérieur | Score | Lieu                |
| ------------ | ----------------- | -------------------- | ----- | ------------------- |
| 6 avril 2007 | NB Staoueli       | USMM Hadjout         | 75-60 | Salle Harcha Hassan |
| 6 avril 2007 | WA Boufarik       | CRB Dar Beida        | 86-77 | Salle Harcha Hassan |

### finale
| Date         | Vainqueur   | Finaliste   | Score | Lieu                |
| ------------ | ----------- | ----------- | ----- | ------------------- |
| 1er mai 2007 | NB Staoueli | WA Boufarik | 66-64 | Salle Harcha Hassan |